# São Sebastião da Bela Vista (kommun)
São Sebastião da Bela Vista är en kommun i Brasilien.   Den ligger i delstaten Minas Gerais, i den sydöstra delen av landet, 700 km söder om huvudstaden Brasília. Antalet invånare är 4 948.
Följande samhällen finns i São Sebastião da Bela Vista:
- São Sebastião da Bela Vista

Omgivningarna runt São Sebastião da Bela Vista är huvudsakligen savann. Runt São Sebastião da Bela Vista är det ganska tätbefolkat, med 93 invånare per kvadratkilometer.